# Marián Huňady
Marián Huňady (* 5. August 1982 in Prešov, Tschechoslowakei) ist ein ehemaliger slowakischer Handballspieler. Der rechte Rückraumspieler und Rechtsaußen spielte für GWD Minden in der 2. Bundesliga.

## Karriere
Huňady spielte seit seiner Jugend für HT Tatran Prešov. Mit dem Verein wurde er sechsmal Slowakischer Meister und siebenmal Pokalsieger. Durch diese Titel war er mit Prešov fast jedes Jahr in einem europäischen Pokalwettbewerb vertreten (darunter fünfmal in der Champions League),  2010 wechselte er in die 2. Bundesliga zu Bundesliga-Absteiger GWD Minden. Nachdem der Wiederaufstieg in den Relegationsspielen gegen den TV Hüttenberg verpasst wurde, bekam er keinen neuen Vertrag und wechselte zu HC winLand Michalovce, wo er im Januar 2013 seine aktive Karriere beendete.
Er absolvierte mindestens sieben Länderspiele für die Slowakische Nationalmannschaft (Stand: 13. Juli 2010).

## Erfolge
- Slowakischer Meister (6): 2004, 2005, 2007, 2008, 2009, 2010
- Slowakischer Pokalsieger (7): 2002, 2004, 2005, 2007, 2008, 2009, 2010